# Dean Chance
Wilmer Dean Chance (Wooster, Ohio, 1 de junio de 1941-Wooster, Ohio, 11 de octubre de 2015), más conocido como Dean Chance, fue un jugador profesional estadounidense de béisbol que se desempeñó en la posición de lanzador en las Grandes Ligas de Béisbol (MLB). Logró obtener el Premio Cy Young.

## Carrera
Chance jugó como profesional cinco temporadas en Los Angeles Angels (1961-1966), después pasó a Minnesota Twins (1967-1969), luego a Cleveland Indians (1970), posteriormente a New York Mets (1970), y finalmente, a Detroit Tigers, donde jugó una temporada (1971), y fue el equipo en el que se retiró.

## Premios
Fue galardonado con el Premio Cy Young en una oportunidad (1964).